# 羽島市立福寿小学校
羽島市立福寿小学校 （はしましりつ ふくじゅしょうがっこう）は、岐阜県羽島市にある公立小学校。

## 通学区域
- 通学区域は福寿町本郷、福寿町浅平、福寿町浅平1-5丁目、福寿町平方、福寿町平方1-13丁目、福寿町間島1-5丁目、福寿町千代田1丁目であり、福寿町のほぼ全域である。公立中学校の進学先は羽島市立竹鼻中学校である[1]。

## 沿革
- 1873年（明治6年） - 
  - 本郷村に正名学校が開校。本郷村、西間島村の児童が通学。
  - 平方村に平方学校が開校。
- 1874年（明治7年） - 正名学校が現在の福寿小学校の場所に移転。
- 1879年（明治12年） - 正名学校と平方学校が合併、春秋小学校となる。
- 1886年（明治19年） - 本郷尋常小学校に改称する。
- 1890年（明治23年） - 平方村に分教場（尋常1年）を設置（翌年廃止）。本郷尋常簡易科小学校に改称する。学区は竹ヶ鼻町、間島村、島村、本郷村、平方村、浅平村とし、その中に竹鼻尋常簡易科小学校[2]と本郷尋常簡易科小学校の2校を設置。
- 1891年（明治24年） - 濃尾地震で校舎倒壊。仮校舎で授業再開。
- 1893年（明治26年）
  - 5月 - 本郷村外三村立本郷尋常小学校に改称する。校区は本郷村、平方村、間島村、浅平村。
  - 12月 - 校舎（木造）が完成。
- 1895年（明治28年） - 補習科を設置。
- 1897年（明治30年）
  - 4月1日 - 本郷村、平方村、間島村、浅平村が合併し、福寿村が発足。
  - 12月 - 福寿尋常小学校に改称する。
- 1906年（明治39年） - 農業補習学校を併設。
- 1923年（大正12年） - 福寿尋常高等小学校に改称する。
- 1935年（昭和10年） - 福寿村農業専門学校を併設。
- 1941年（昭和16年） - 福寿国民学校に改称する。
- 1947年（昭和22年） - 
  - 福寿村立福寿小学校に改称する。
  - 羽島郡江吉良村、福寿村、堀津村の三ヶ村組合立中部中学校が開設され、中部中学校福寿分校が福寿小学校に併設される。
- 1948年（昭和23年）
  - 4月 - 組合立中部中学校が廃止され、福寿村立福寿中学校が開校。福寿小学校は福寿中学校との併設校となる。
  - 6月 - 竹鼻町立竹鼻中学校、江吉良村立江吉良中学校、福寿村立福寿中学校が統合され、竹鼻町江吉良村福寿村組合立竹鼻中学校が開校。福寿小学校内に竹鼻中学校福寿分教場が設置される。
- 1949年（昭和24年） - 組合立竹鼻中学校の校舎（木造）が完成し、竹鼻中学校福寿分教場が廃止される。
- 1954年（昭和29年）4月1日 - 正木村、足近村、小熊村、竹ヶ鼻町、上中島村、下中島村、江吉良村、堀津村、福寿村、桑原村が合併し羽島市が発足。同時に羽島市立福寿小学校に改称する。
- 1973年（昭和48年） - 屋内運動場が完成。
- 1978年（昭和53年） - 新校舎（鉄筋コンクリート造）が完成。
- 1981年（昭和56年） - 校舎増築
- 2010年（平成22年） - 新プールが完成[3]。
- 新校舎完成